# بروق كتاتمبو

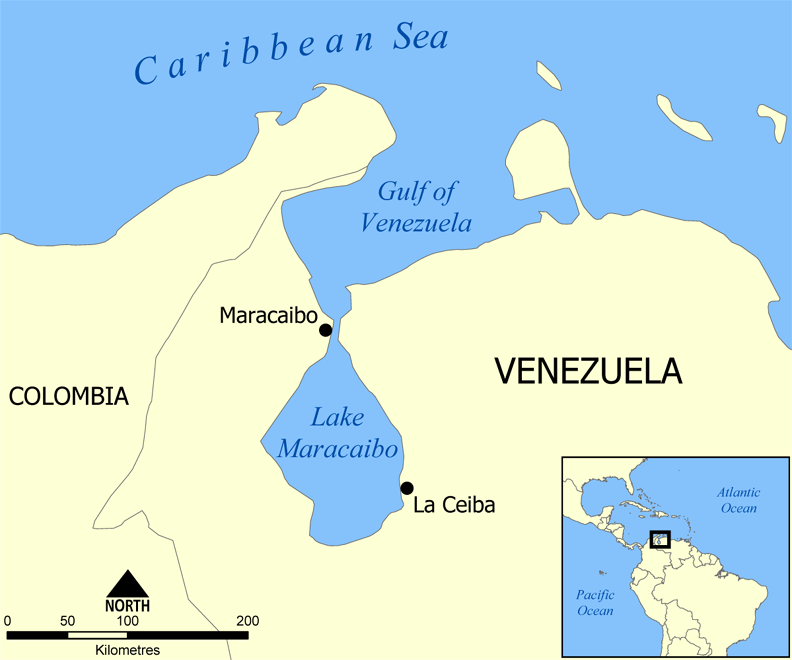
بروق كتاتمبو فوق وحول بحيرة مركايبو في فنزويلا

بُرُوقُ كتاتمبو (بالأسبانيّة Relámpago del Catatumbo) وهي ظاهرة جوية تحدث في فنزويلا وحصراً في مصب نهر كتاتمبو ببحيرة مركايبو، وتعد البروق الكثيرة العدد والتي تحدث في هذه المنطقة القليلة المساحة المولد الأكبر لأوزون التروبوسفير.
وتنشأ الظاهرة من كتلة من الغيوم العاصفة بارتفاع أكثر من 5 كم، ويحدث البرق في 140 إلى 160 ليلة بالسنة، ولمدة 10 ساعات في اليوم، وعدد البروق يصل إلى 280 برق في الساعة. وتحدث فوق وحول بحيرة مركايبو، وفي العادة فوق منطقة المستنقع المُتَشَكّل عند التقاء نهر كتاتمبو ببحيرة مركايبو.
واستمرت هذه الظاهرة لعدة قرون، ولكن البرق توقف من يناير إلى أبريل من سنة 2010 م ويرجع السبب على ما يبدوا إلى الجفاف  والذي أثار مخاوفً من انقطاع البروق للأبد. ولكنها عاودت الظهور بعد عدة أشهر.

## معرض الصور

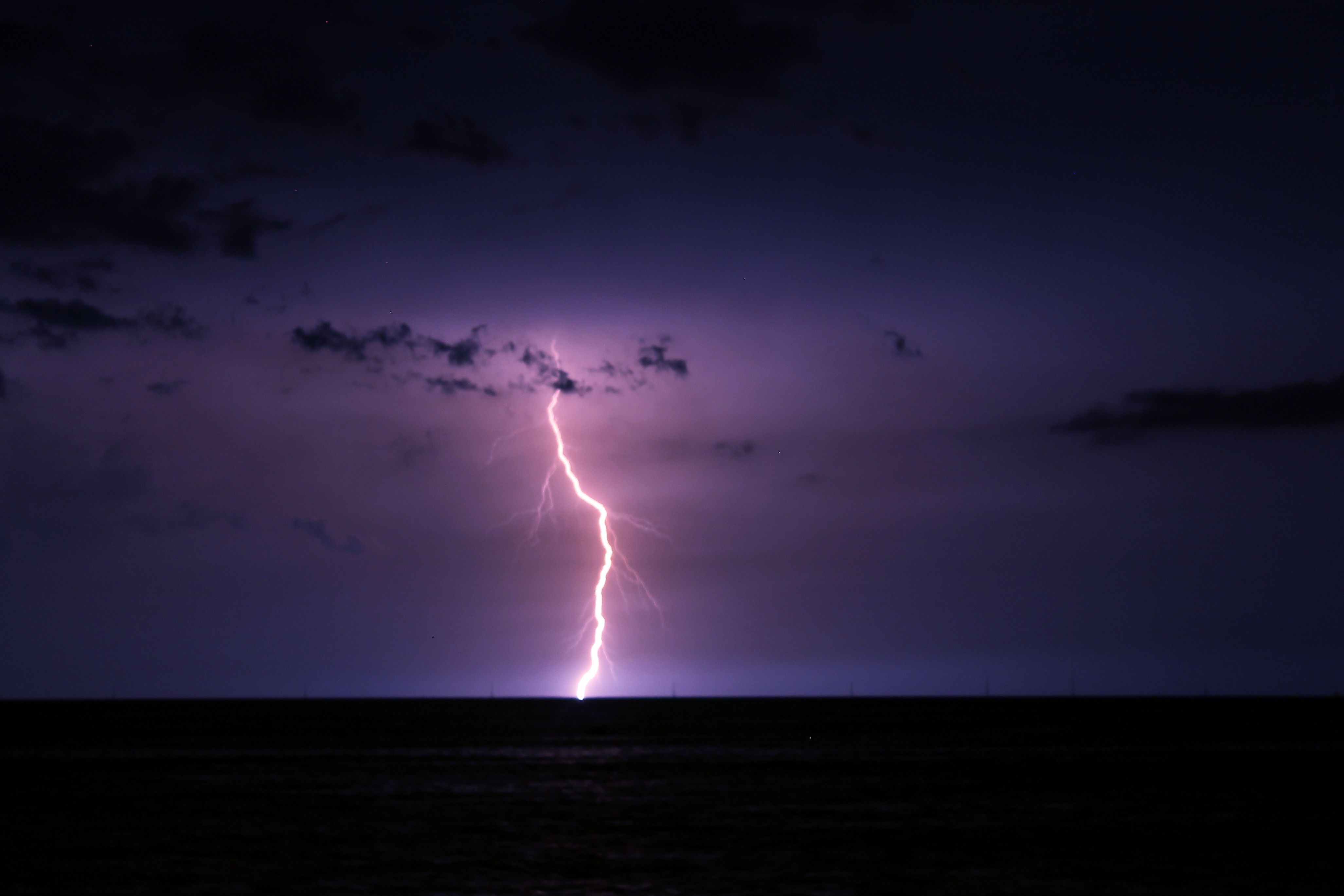
2 إكتوبر 2013
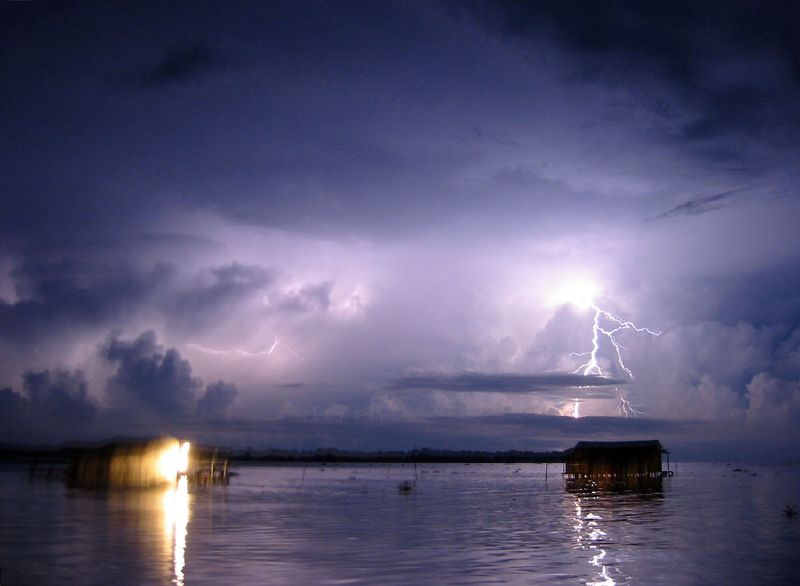
19 أغسطس 2008